# Vertikalpelare

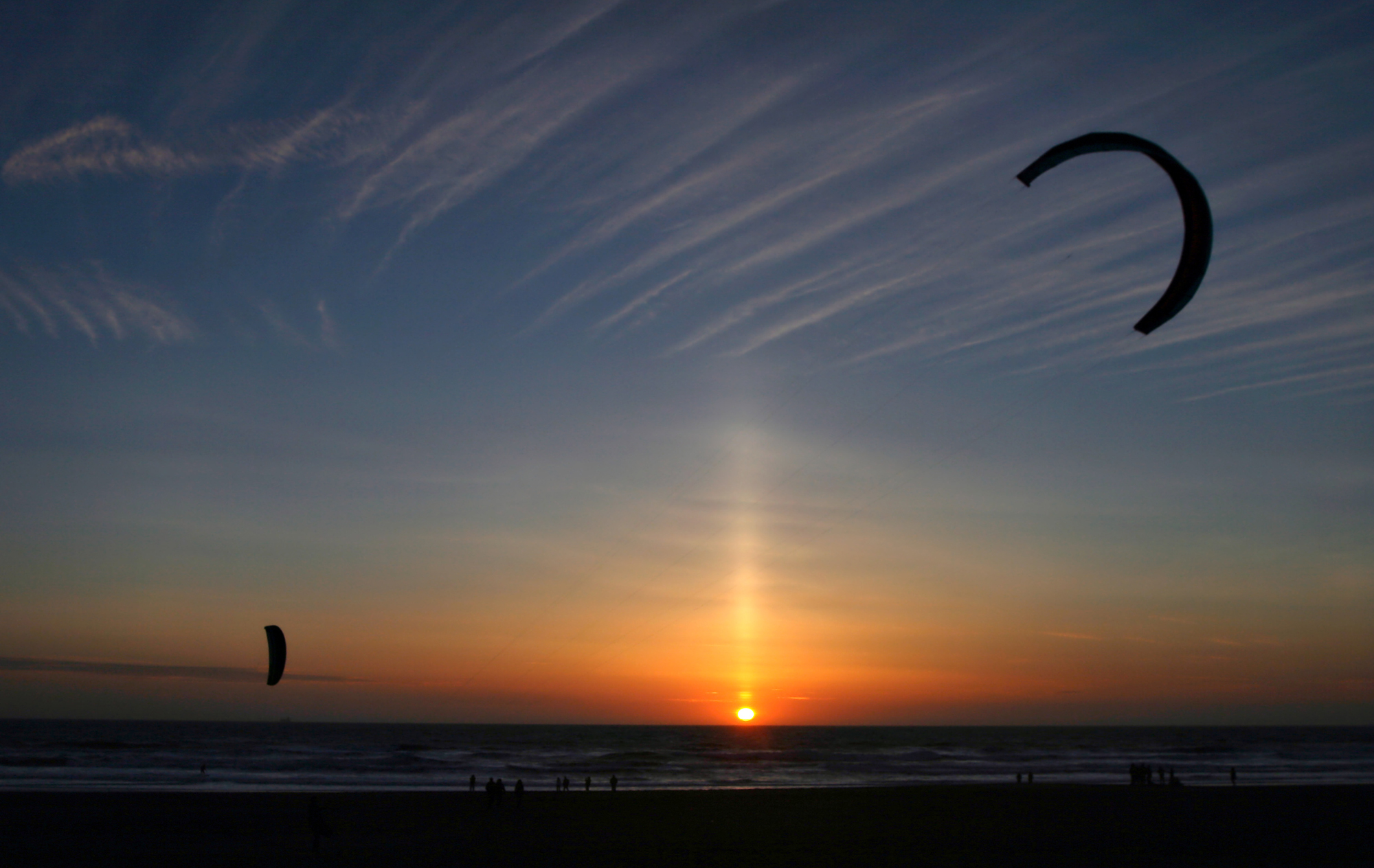
Vertikalpelare.

En vertikalpelare eller ljuspelare är ett vanligt halofenomen. Det är den näst vanligaste halon och observeras i snitt 110 gånger per år i Finland. Vertikalpelaren ser ur som en upp- eller nedåtriktad rak pelare från solen. Den kan ses endast då solen är lågt nere. Då solen är väldigt lågt är pelaren rödfärgad. Annars är pelaren vanligtvis vit.
Vertikalpelarens längd varierar från ett par grader till tjugo grader.
På vintern kan gatlampor orsaka solpelare med lampans färg.

### Fotnoter
1. 1 2 3  ”Auringonpilari”. Arkiverad från originalet den 2 april 2015. https://web.archive.org/web/20150402141816/http://www.astro.utu.fi/zubi/atphenom/pillar.htm. Läst 31 mars 2015.
2. ↑  Riikonen, Marko (2011). Halot: Jääkidepilvien valoilmiöt. Tähtitieteellinen yhdistys Ursa. sid. 43–44. ISBN 978-952-5329-89-6